# 黎海栄
アレックス・ライ（黎海榮、ライ・ホイウィン、れい かいえい、Hoi-Wing Lai、1983年10月29日 - ）は、香港ジョッキークラブの騎手。

## 来歴
2004年に騎手デビューし、2004年/2005年から2シーズン連続で見習騎手チャンピオンとなり、2008年1月にフリー転向した。2009年5月にクイーンマザーメモリアルカップ（香港ローカルG3）を制し重賞競走初勝利、2010年10月にスプリンターズステークスを制し中央競馬GI競走初勝利を記録。

## おもな騎乗馬
- ウルトラファンタジー（2010年スプリントカップ、スプリンターズステークス）

## 日本
|                                                | 日付          | 競馬場、開催    | 競走名          | 馬名                 | 頭数 | 人気 | 着順 |
| ---------------------------------------------- | ------------- | --------------- | --------------- | -------------------- | ---- | ---- | ---- |
| 初騎乗                                         | 2010年10月3日 | 4回中山8日目6R  | 3歳以上500万下  | ブリタニアブルー     | 17頭 | 16   | 15着 |
| 初勝利 重賞初騎乗 重賞初勝利 GI初騎乗 GI初勝利 | 2010年10月3日 | 4回中山8日目11R | スプリンターズS | ウルトラファンタジー | 16頭 | 10   | 1着  |